# Festival Viva Dichato 2014
Le Festival Viva Dichato 2014 est la 3e édition annuelle du Festival Viva Dichato.

## Développement

### 1renuit
- Date: 1er février 2014
- Présentateurs:  Luis Jara et  Ivette Vergara[1].

Artistes
- Los Auténticos Decadente
- Sonora Dinamita
- La Sonora Malecón
- Los Ramblers
- Carlos Caszely, Mala Junta et Alexítico
- Che Copete
- Blondon Boys

### 2enuit
- Date: 8 février 2014
- Présentateurs:  Luis Jara et  Karen Paola[2].

Artistes
- José Feliciano
- Jordan
- Eyci and Cody
- Detrás del Muro
- Pipo Arancibia
- Axé Bahía

### 3enuit
- Date: 15 février 2014
- Présentateurs:  Luis Jara et  Pamela Díaz[3].

Artistes
- Charlie Zaa
- Cachureos
- Alexítico et La Noche
- Los Atletas de la Risa
- Dinamita Show

### 4enuit
- Date: 22 février 2014
- Présentateurs:  Luis Jara et  Patricia Maldonado[4].

Artistes
- La Sonora de Tommy Rey
- Sergio Dalma
- Pandora
- Lucho Arenas, Jr.
- Fusión Humor

## Audience
| 1 | Samedi | 1er février | 1re nuit | 22:17 - 02:22 | 18,8 | Premier | (es) |
| 2 | Samedi | 8 février   | 2e nuit  | 22:15 - 03:06 | 19,3 | Premier | (es) |
| 3 | Samedi | 15 février  | 3e nuit  | 22:11 - 02:30 | 23,1 | Premier | (es) |
| 4 | Samedi | 22 février  | 4e nuit  |               |      |         | (es) |

     Épisode le plus regardé.

     Épisode moins visible.

### Sources
- (es) Cet article est partiellement ou en totalité issu de l’article de Wikipédia en espagnol intitulé « III Festival Viva Dichato » (voir la liste des auteurs).